# هال روبسون-كانو
توماس هنري أليكس هال روبسون-كانو  (بالإنجليزية: Hal Robson-Kanu)‏ (مواليد 21 مايو 1989) لاعب كرة قدم محترف في مركز الجناح الأيمن، ويلعب لصالح منتخب ويلز لكرة القدم , على الرغم من كون مركزه الأساسي في الجناح إلا أنه يلعب كثيرا في مركز الهجوم.

## روابط خارجية
- هال روبسون-كانو على موقع الاتحاد الدولي (مؤرشف)  (الإنجليزية)
- هال روبسون-كانو على موقع الاتحاد الأوربي (الإنجليزية)
- هال روبسون-كانو على موقع قاعدة بيانات كرة القدم.إي يو (الإنجليزية)
- هال روبسون-كانو على موقع ناشيونال فوتبول تيمز (الإنجليزية)
- هال روبسون-كانو على موقع Soccerbase.com (لاعب) (الإنجليزية)
- هال روبسون-كانو على موقع Soccerway.com (الإنجليزية)
- هال روبسون-كانو على موقع عالم كرة القدم.نت (الإنجليزية)
- هال روبسون-كانو على موقع AS.com (الإسبانية)